# Hostert (Niederanven)
Hostert (en luxemburguès:  Hueschtert) és un poble de la comuna de Niederanven del districte de Luxemburg al cantó de Luxemburg. Està a uns 8,7 km de distància de la Ciutat de Luxemburg.